# Lago Tangjiashan
O lago Tangjiashan é um lago chinês formado após o sismo da província de Sujuão em 2008, próximo ao Monte Tangjia.
Em 9 de junho de 2008 o governo chinês teve de remover 250 mil pessoas que estavam em risco, em decorrência da formação do lago.